# 鰓足綱
鰓足綱（學名：Branchiopoda）是甲壳亚门的一纲，体略呈虾形，是较原始的种类。本物種包括有：天使蝦、介甲目、枝角亞目、背甲目及泥盆紀時期的脂甲目（Lipostraca）鱗蝦科（Lepidocaris）生物。牠們絕大多數的體形都很小，以以浮游生物和碎屑為食。除了枝角亞目物種是在海洋生活以外，其他物種都是在淡水生活。

## 分类
- 萨甲亚纲 Sarsostraca[1]
  - 無甲目 Anostraca
- 鳃足亚纲 Phyllopoda：又名葉足亞綱[2]
  - 双甲下纲 Diplostraca：原双甲目[2]。
  - †哈萨克鲎虫目 Kazacharthra
  - †脂甲目 Lipostraca
  - 背甲目 Notostraca